# Eisenbahnunfall von Graniteville

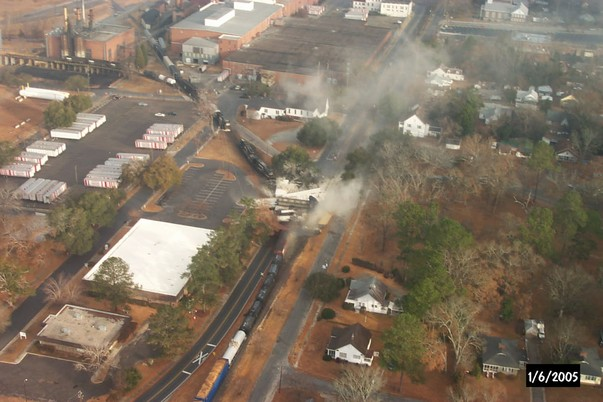
Luftbild vom Unglücksort

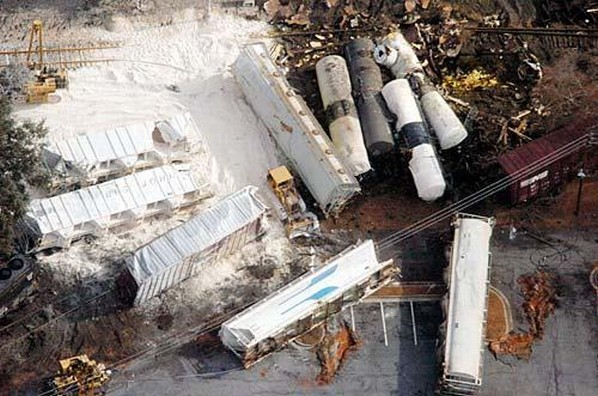
Nahaufnahme

Der Eisenbahnunfall von Graniteville ereignete sich am 6. Januar 2005 in der US-amerikanischen Stadt Graniteville (South Carolina).

## Hergang
Der Unfall ereignete sich gegen 2:40 Uhr nachts, als zwei Züge der Norfolk Southern in der Nähe der Textilfabrik Avondale Mills in Graniteville kollidierten. Der eine Zug mit der Nr. P22 war auf einem Nebengleis bei der Fabrik abgestellt. Wegen einer entgegen der Vorschrift nicht auf das Hauptgleis gestellten Weiche wurde der zweite Zug mit der Nr. 192, der Chlor, Natriumhydroxid und Kresole geladen hatte, ebenfalls auf das Nebengleis geleitet und kollidierte mit dem dort stehenden Zug. Bei der Kollision entgleisten die beiden Lokomotiven und 16 der 42 Wagen des Zuges 192 sowie die Lok und einer der beiden Wagen des Zuges P22. Einer der mit Chlorgas gefüllten Tankwagen des Zuges Nr. 192 zerriss und entließ rund 82 Tonnen Gas in die Umgebung. Zehn Menschen starben (neun zum Zeitpunkt des Unfalls und einer etwas später durch das Einatmen von Chlor) und rund 250 Menschen wurden wegen Chlorvergiftung behandelt.
5400 Einwohner, die im Umkreis von einer Meile um den Unfallort wohnten, wurden für knapp zwei Wochen evakuiert, währenddessen wurde das Gelände dekontaminiert.
Bei den Opfern handelt es sich unter anderem um den Lokführer des auffahrenden Zuges und sechs Beschäftigte von Avondale Mills.

## Wirtschaftliche Konsequenzen
Norfolk Southern Corporation gab die Kosten des Unfalls mit 30 bis 40 Mio. US-Dollar vor Steuern an. Dies umfasste die nicht durch die Versicherung gedeckten Kosten sowie den Selbstbehalt. Dazu kommen noch die zu erwartenden Strafzahlungen.
Am 25. Mai 2005 wurde durch mehrere Rechtsanwälte verkündet, dass eine vorläufige Vereinbarung mit der Norfolk Southern bezüglich der Personen erreicht wurde, die durch den Unfall evakuiert werden mussten, aber bei denen keine ärztliche Behandlung notwendig war. In dieser Vereinbarung versprach Norfolk Southern, jedem Einwohner 2000 USD für die Evakuierung sowie weitere 200 USD für jeden Tag zu zahlen. Unabhängig davon sind etwaige Ansprüche aus der Beschädigung von Eigentum. In dieser Vereinbarung wurden auch die Entschädigungen für Verletzungen oder Tod nicht geregelt.
Die Firma Avondale Mills wurde aufgrund des Eisenbahnunfalls im folgenden Jahr geschlossen.

## Erkenntnisse und Empfehlungen
Am 29. November 2005 veröffentlichte das National Transportation Safety Board seinen offiziellen Bericht. Es wurde festgestellt, dass die Hauptursache im Nichtzurückstellen der Weiche auf die Hauptstrecke lag. Weiterhin wurde festgestellt, dass weder der Ausfall einer Maschine noch das Ermüden der Besatzung oder Drogen- oder Alkoholmissbrauch ein Unfallfaktor waren. Es wurde festgestellt, dass die eingeleiteten Notfallmaßnahmen richtig und angemessen waren.
Als Ergebnis dieses Unfalls und eines weniger schwerwiegenden am 8. Januar bei der BNSF Railway gab die United States Federal Railroad Administration (FRA) eine Reihe von bundesweit gültigen Verordnungen für den Betrieb von Weichen und Sicherheitseinrichtungen heraus. Für Weichen waren dies unter anderem folgende:
- Die Normalstellung von Weichen auf Hauptstrecken muss für den Verkehr auf das Hauptgleis eingestellt sein.
- Zugpersonal, das Weichen umstellt, darf erst die Freigabe der Gleise berichten, wenn sich keine Hindernisse mehr auf dem Hauptgleis befinden und die Weichen wieder zurückgestellt und gesichert sind.

Weitere Empfehlungen der FRA betrafen die Gesellschaften:
- Es ist sicherzustellen, dass die internen Regelungen zu Sicherheitsverfahren bei Weichen entsprechend angepasst werden.
- Es sind schriftliche Nachweise über die ausreichende Kontrolle der Weichenposition anzufertigen, bevor eine Hauptstrecke wieder freigegeben wird.

## Sonstiges
Am 24. Mai 2005 erhielt die Norfolk Southern den TRANSCAER National Achievement Award 2004. TRANSCAER ist ein Akronym für Transportation Community Awareness and Emergency Response. Dies ist eine Kampagne, die sich dafür einsetzt, dass ein Notfallbereitschaftsdienst vorgehalten wird, um bei Unfällen mit Chemikalien den Gemeinden erste Informationen zu geben. Teil der Entscheidung zur Vergabe des Preises an die Norfolk Southern war die Durchführung eines Trainings des Notfallbereitschaftsdienstes in 18 der 22 Bundesstaaten, durch die die Bahngesellschaft gefährliche Güter transportiert.